# Megachile atrella
Megachile atrella là một loài Hymenoptera trong họ Megachilidae. Loài này được Cockerell mô tả khoa học năm 1906.

## Hình ảnh

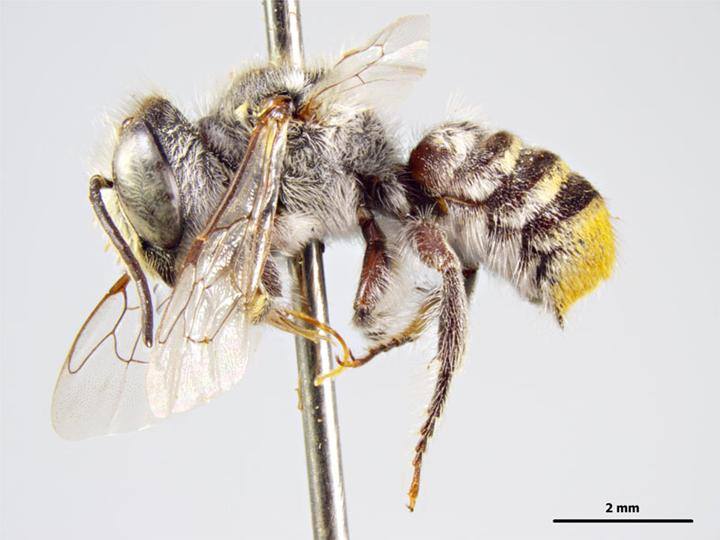